# چپ (آلمان)
چپ (به آلمانی: Die Linke) که به آن حزب چپ (آلمانی: Linkspartei) هم گفته می‌شود (سابقاً: حزب سوسیالیسم دموکراتیک) حزبی سوسیالیست و دست چپی در آلمان است. این حزب خلف قانونی حزب اتحاد سوسیالیستی آلمان (SED) است که تا ۱۹۹۰ حاکم آلمان شرقی بود.
این حزب تا پیش از این‌که تغییر نام دهد و در زمانی که با نام حزب سوسیالیسم دموکراتیک فعالیت می‌کرد تا حدود زیادی به عنوان «حزب شرق» شناخته می‌شد و در غرب آلمان نفوذ اندکی داشت. با این حال معمولاً از ۱۵ تا ۲۵ درصد آرا در شرق آلمان را کسب می‌کرد و دولتی ائتلافی (با حزب سوسیال دموکرات) در بعضی ایالات شرق آلمان تشکیل می‌داد.
در ۲۰۰۵ با اتحاد نام «حزب چپ» و شرکت در ائتلافی انتخاباتی با «حزب کارگر و عدالت اجتماعی» (که بیشتر در آلمان غربی پایه داشت) بیش از ۸٫۷ درصد آرا در انتخابات فدرال آلمان را به دست آورد. (این دو برابر آرای حزب سوسیالیسم دموکراتیک در انتخابات ۲۰۰۲ بود)
حزب سوسیالیسم دموکراتیک از مؤسسان حزب چپ اروپا بود. امروز، حزب چپ سومین حزب بزرگ در گروه پارلمانی چپ متحد اروپا و چپ سبز نوردیک در مجلس اروپا است.